# Orchidales
Las orchidales pueden ser divididas en las siguientes familias:
- Thismiaceae
- Orchidaceae
  - Apostasioideae
  - Cypripedoideae
  - Orchidoideae